# Crítica del Programa de Gotha

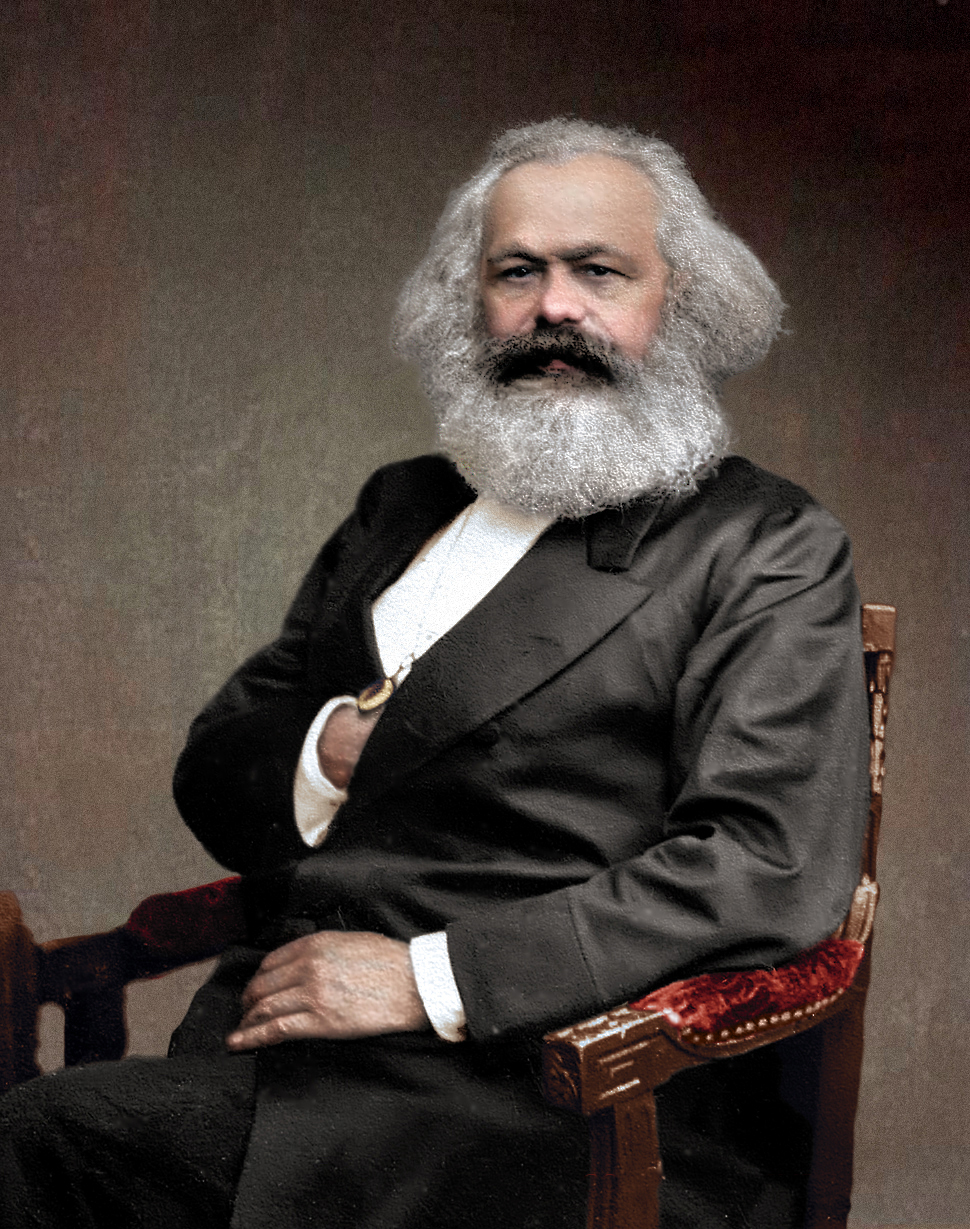
Karl Marx en 1875, año en el que escribió la Crítica del Programa de Gotha, aunque la obra no se publicó hasta dieciséis años después.

La Crítica del Programa de Gotha es una obra clave de Karl Marx escrita en 1875 con motivo del proyecto de programa que se iba a aprobar en el Congreso de Gotha en el que iban a fusionarse la lassalleana Asociación General de Trabajadores de Alemania y el marxista Partido Socialdemócrata Obrero de Alemania, para dar nacimiento a un nuevo partido, el Partido Socialista Obrero de Alemania (Sozialistischen Arbeiterpartei Deutschlands, SADP), que en 1891 adoptaría el nombre de Partido Socialdemócrata Alemán (SPD). En principio la crítica de Marx —un documento titulado «Glosas Marginales al programa del Partido Obrero Alemán»— solo fue conocida por un estrecho círculo de dirigentes y la obra no se publicó hasta 1891.

## Historia

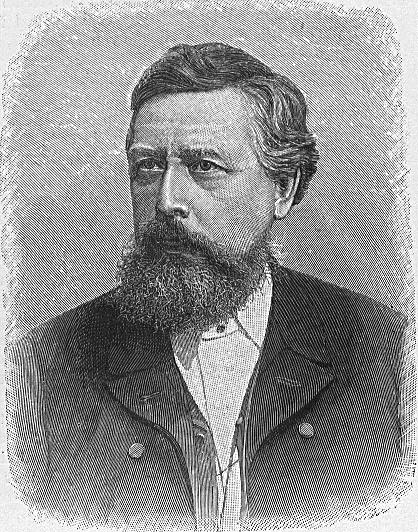
Wilhelm Liebknecht se opuso a la difusión del documento de Marx en el que criticaba en Programa de Gotha, por lo que no fue publicado hasta 1891, dieciséis años después de que fuera escrito.

Las negociaciones para la fusión entre la ADAV y el SDAP comenzaron en febrero de 1875 en la localidad de Gotha. Tras enconados debates se acordó un texto de compromiso inspirado en el marxismo pero en el que se hacían importantes concesiones a los lassalleanos como la aceptación de las teorías sobre la «ley de bronce de los salarios» y sobre la «masa reaccionaria» y el apoyo a las cooperativas de producción. Karl Marx y Friedrich Engels, a los que no se les dejó intervenir en las conversaciones, manifestaron su rechazo al documento —«ni Marx ni yo podríamos adherirnos jamás a un nuevo partido edificado sobre semejante base», escribió Engels en una carta a August Bebel, uno de los dos líderes del SDAP—. Marx consideraba que el SDAP tenía que haberse limitado a establecer una alianza con la ADAV y haber renunciado a la formación de un nuevo partido unificado.
Marx desarrolló su crítica del texto del acuerdo en un documento titulado «Glosas Marginales al programa del Partido Obrero Alemán» incluido en una carta que envió al presidente del SDAP Bracke, pero el contenido del mismo, a pesar de la petición de Marx de que fuera conocido por los miembros SDAP, no se divulgó hasta dieciséis años más tarde. La razón fue que Wilhelm Liebknecht, el otro líder del SDAP, se opuso a su difusión porque podía poner en peligro las negociaciones con la ADAV que en aquel momento estaban muy avanzadas, y solo permitió que fuera conocido por unos pocos líderes del SDAP —pero no por Bebel, a quien se lo ocultó—.
El Congreso fundacional del nuevo partido obrero unificado —llamado Partido Socialista Obrero de Alemania (Sozialistischen Arbeiterpartei Deutschlands, SAPD)— se celebró también en Gotha y en la sesión del 27 de mayo de 1875 los 71 delegados lassallianos y los 56 esenachianos aprobaron por unanimidad el documento acordado sin introducir cambios importantes y que sería conocido como el Programa de Gotha.
Una vez aprobado Marx y Engels no iniciaron ninguna campaña en contra del Programa de Gotha porque como explicó Engels en una carta con fecha del 11 de octubre enviada a Bracke, «por fortuna, el programa ha sido juzgado más favorablemente de lo que se merecía. Obreros, burgueses y pequeñoburgueses leen en él lo que desean encontrar, no lo que efectivamente pone… Esto nos permite callarnos». Sin embargo, como comentó Bebel, «no fue asunto fácil llegar a un entendimiento con los dos viejos de Londres», en referencia a Marx y a Engels.

El documento de Marx sería publicado dieciséis años más tarde, en 1891, bajo el título de Crítica al Programa de Gotha y constituyó uno de los textos marxistas más importantes pues en él no solo se criticaban las concepciones lassallianas —especialmente la teoría de la «masa reaccionaria» y la idea de la «fraternidad de los pueblos» que, según Marx, debía sustituirse por el internacionalismo proletario— sino que se precisaba el concepto de dictadura del proletariado y se distinguían las dos fases que debían seguir a la toma del poder por la clase obrera: una primera regida por el principio a cada cual según su aporte, y una segunda regida por el principio de cada cual según su capacidad y a cada cual según su necesidad. Con la publicación de la crítica Engels escribió a Karl Kautsky:
El temor de que proporcionase un arma a los adversarios, era infundado. Insinuaciones malignas pueden ser vertidas contra todos y contra todo, pero, en conjunto, la impresión que produjo entre los adversarios fue de completa perplejidad ante esta implacable autocrítica, y el sentimiento de ¡qué fuerza interior debe tener un partido para poder permitirse tales lujos!

## Contenido
La Crítica al Programa de Gotha se centraba en dos asuntos esenciales: la forma como se planteaba la distribución del producto nacional y su concepción del Estado. En cuanto al primer punto, Marx rechazó la idea del programa de que el producto del trabajo pertenecía a la sociedad en su conjunto, entre otras razones, porque esa proposición «había sido en todo tiempo utilizada por los defensores del orden social existente». También se opuso a la propuesta de que en la sociedad futura cada uno recibiría el «fruto íntegro de su trabajo» porque no tenía en cuenta el gasto para la reposición de los medios de producción, de los servicios sociales o de la atención a los pobres. Además en una sociedad comunista, carecía de sentido porque en ella «los productores no intercambian sus productos» y «el trabajo invertido no se presenta aquí, tampoco, como valor de estos productos, como cualidad material poseída por ellos, pues ahora, en contraste con la sociedad capitalista, el trabajo individual no forma ya parte integrante del trabajo común indirecto sino directamente». 
Partiendo de esta reflexión Marx proponía que el principio «a cada cual según su aporte» solo se aplicara en una «primera fase» que «todavía aparece con el sello de la vieja sociedad [capitalista] de cuyas entrañas procede». Marx defendió el uso temporal de bonos de trabajo donde «el productor individual obtiene de la sociedad -- después de hechas las obligadas deducciones -- exactamente lo que ha dado» como sustituto al dinero durante el establecimiento del socialismo. Así se recibiría la misma cuantía de trabajo que se hubiera aportado a la sociedad, pero este principio no aseguraba la igualdad, pues las capacidades de los hombres no eran las mismas, ni tampoco su situación familiar, por lo que unos recibirían más que otros. Por eso Marx proponía que en la «fase superior de la sociedad comunista» el principio que debía aplicarse fuera «¡De cada cual según sus capacidades, a cada cual según sus necesidades!».
El segundo asunto esencial que criticó Marx fue la propuesta de creación de un «Estado libre» porque éste no se distinguía de lo que defendían las fuerzas republicanas y democráticas. Frente a él Marx propuso el establecimiento de la «dictadura revolucionaria del proletariado».

Entre la sociedad capitalista y la comunista hay el período de la transformación revolucionaria de una en la otra. Corresponde también a este período otro de transición política en el que el estado no puede hacer nada sino la dictadura revolucionaria del proletariado

Marx también criticó la propuesta de abolición del sistema de salarios y la «ley de bronce de los salarios»:

La totalidad del sistema capitalista de producción gira en torno al incremento de este trabajo gratuito, alargando la jornada de trabajo o desarrollando la productividad, esto es, acentuando la intensidad de la fuerza de trabajo, etc.; consecuentemente, el sistema del trabajo asalariado es un sistema de esclavitud, esclavitud por cierto que se hace más dura proporcionalmente al desarrollo de las fuerzas sociales productivas, tanto si el obrero recibió o no mejor o peor paga.